# Максимин из Миси
Максимин (фр. Maximinus, Mesmin; умер в 520) — настоятель монастыря Миси, святой Католической церкви, день памяти 15 декабря.
Святой Максимин, иначе именуемый Месмин, племянник святого Евспикия, был настоятелем монастыря в Миси, также называемого по имени этого святого Месмин. Этот монастырь в 508 году основал король Хлодвиг I на слиянии рек Луары и Луаре неподалёку от Орлеана. Он же поставил святого Максимина настоятелем этого монастыря после смерти его дяди Евспикия.
После смерти Максимина новым настоятелем Миси был избран святой Авит.